# Plouisy
Plouisy település Franciaországban, Côtes-d’Armor megyében. Lakosainak száma 2013 fő (2022. január 1.). Plouisy Grâces, Guingamp, Kermoroc’h, Moustéru, Pabu, Pédernec, Saint-Laurent, Tréglamus és Trégonneau községekkel határos.

## Népesség
A település népességének változása:
| Lakosok száma | 1496 | 1595 | 1730 | 1881 | 1976 | 1967 | 1980 | 1989 | 2002 | 2013 |
|               | 1968 | 1982 | 1990 | 2006 | 2013 | 2015 | 2017 | 2019 | 2020 | 2022 |